# Lissopimpla basalis
Lissopimpla basalis är en stekelart som först beskrevs av Vollenhoven 1879.  Lissopimpla basalis ingår i släktet Lissopimpla och familjen brokparasitsteklar. Inga underarter finns listade i Catalogue of Life.